# حلقه گمشده (فیلم ۲۰۱۹)
حلقه گمشده(انگلیسی: Missing Link) یک انیمیشن استاپ موشن در سبک کمدی و ماجراجویی به کارگردانی کریس باتلر است که در ۱۲ آوریل ۲۰۱۹ منتشر شد. در در ۵ ژانویه ۲۰۲۰ در هفتاد و هفتمین مراسم گلدن گلوب، این فیلم پویانمایی برنده گوی زرین بهترین انیمیشن سال گردید.
حلقه گمشده همچنین در نود و دومین دوره جوایز اسکار در بخش بهترین فیلم انیمیشن، نامزد جایزه اسکار شده بود.

## خلاصه داستان
در سال ۱۸۸۶ دانشمند و محققی به نام سر لیونل فراست زندگی می‌کند. او علاقه‌مند به تحقیق در مورد هیولاها و اسطوره‌ها است. و قصد دارد به جامعه‌ی مردان بزرگ ملحق شود. اما رقیب او لرد پیگوت‌دانسبی مانعی سر راه او است. فراست نامه‌ای را امضا می‌کند که در آن وجود موجودی به نام ساسکوآچ (پاگنده) مورد تایید است اما لرد دانسبی وجود این موجود را رد می‌کند. سپس فراست و لرد دانسبی معامله‌ای می‌کنند که اگر وجود ساسکوآچ تایید شود، فراست به جامعه مردان بزرگ ملحق شود و ....

## بازیگران
- هیو جکمن
- زویی سالدانا
- زک گالیفیناکیس
- استیون فرای
- اما تامپسون
- تیموتی اولیفانت
- مت لوکاس
- دیوید ویلیامز
- آمریتا آکاریا